# Leonardo Ferreira Marques
Leonardo Ferreira Marques, primeiro e único barão de São Leonardo, (Sítio Fortuna, Mombaça, 8 de agosto de 1817 — Fortaleza, 9 de junho de 1894) foi um dos quinze barões provenientes do estado do Ceará.

## Biografia
Filho de Raimundo Pereira da Silva e Tomásia Ferreira Marques. O título nobiliárquico foi concedido por D. Luís I (1838 - 1889), 32º rei de Portugal, por decreto de 23 de novembro de 1870. Membro da Guarda Nacional, participou da “Balaiada” no posto de capitão. Já como coronel, recebeu do governo imperial brasileiro as comendas da Imperial Ordem da Rosa e da Imperial Ordem do Cruzeiro. Casou-se em 1847 com a francesa Aline Gauthier, baronesa consorte de São Leonardo (1 de julho de 1823 — 10 de julho de 1904), com quem teve quatro filhos, dentre os quais, Aline Marques Gomes Parente, casada com Esmerino Gomes Parente, ex-presidente da província do Ceará.
Foi presidente da província do Amazonas, de 24 de agosto a 26 de novembro de 1868.